# Carex caucasica
Carex caucasica är en halvgräsart som beskrevs av Christian von Steven. Carex caucasica ingår i släktet starrar, och familjen halvgräs.

## Underarter
Arten delas in i följande underarter:
- C. c. caucasica
- C. c. jisaburo-ohwiana